# Parco nazionale dei Calanchi
Il parco nazionale dei Calanchi è un parco nazionale francese.
Creato il 18 aprile 2012, è il più giovane parco nazionale francese, protegge l'area dei Calanchi di Marsiglia, nel dipartimento delle Bouches-du-Rhône, caratterizzata da una ricca biodiversità, ma anche da una forte tradizione culturale che testimonia il secolare modo di vivere mediterraneo.
Esso è situato alle porte di Marsiglia, risultando il primo parco nazionale con carattere di parco periurbano d'Europa. Il parco comprende un'area terrestre, che si estende su tre comuni (Marsiglia, Cassis e La Ciotat) per 8500 ettari, ed una marina di 43500 ettari di superficie. Questo vasto spazio comprende anche la più alta falesia marina d'Europa: il cap Canaille.
L'istituzione del parco è avvenuta dopo una dozzina d'anni di lavori preparatori e tre anni di concertazione con gli attori locali attraverso il Gruppo d'interesse pubblico delle calanques.

## Missione

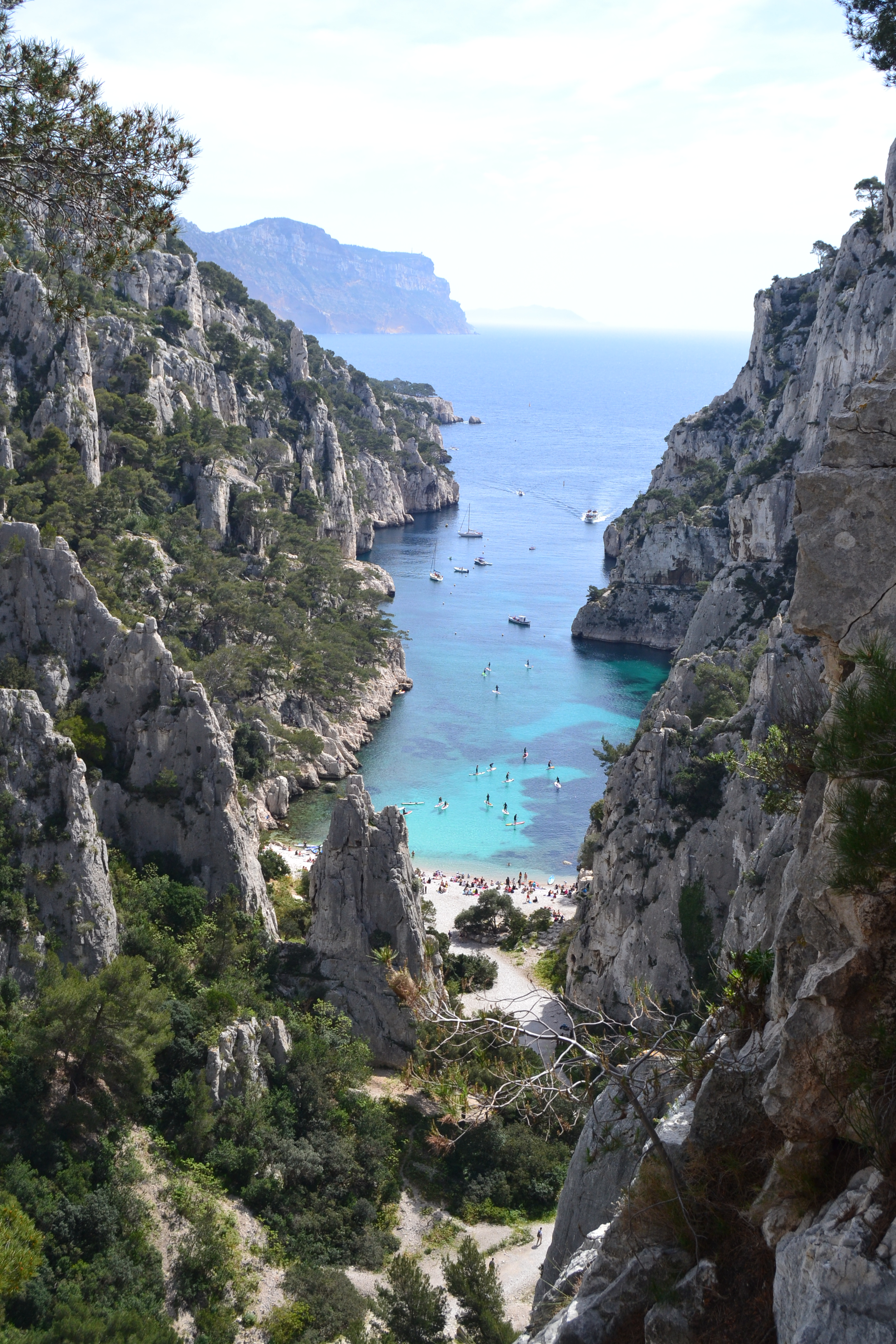

L'obiettivo del parco è proteggere dei massicci litoranei con un vasto spazio marino antistante che include l'intera piattaforma continentale. Situato in una delle aree più aride e ventose della Francia metropolitana, il paesaggio del parco è composto di falesie monumentali a picco sul Mar Mediterraneo e comprende 31 ecosistemi terrestri che ospitano 140 specie protette (tra cui l'Aquila di Bonelli) e 14 ecosistemi marini in cui vivono oltre 40 specie protette (tra cui cernie e diverse specie di delfini e tartarughe marine).
La principale sfida del parco è conciliare la preservazione di un patrimonio paesaggistico, culturale (come la grotta Cosquer) e naturale in fragile equilibrio con la vicinanza alla metropoli marsigliese, seconda area urbana della Francia.